# Kottonmouth Kings: Dopeumentary
Kottonmouth Kings: Dopeumentary — документальний фільм американського реп-рок гурту Kottonmouth Kings, який було видано лейблами Suburban Noize Records і Capitol Records 8 травня 2001 р.
На DVD показано процес створення пісень з дебютного студійного альбому Royal Highness і компіляції Hidden Stash та відео з туру Каліфорнією. 15 вересня 2009 стрічку перевидали на Double Dose V3, третьому й останньому із серії «Double Dose».